# Studentenwohnheim Altes Polizeipräsidium Darmstadt

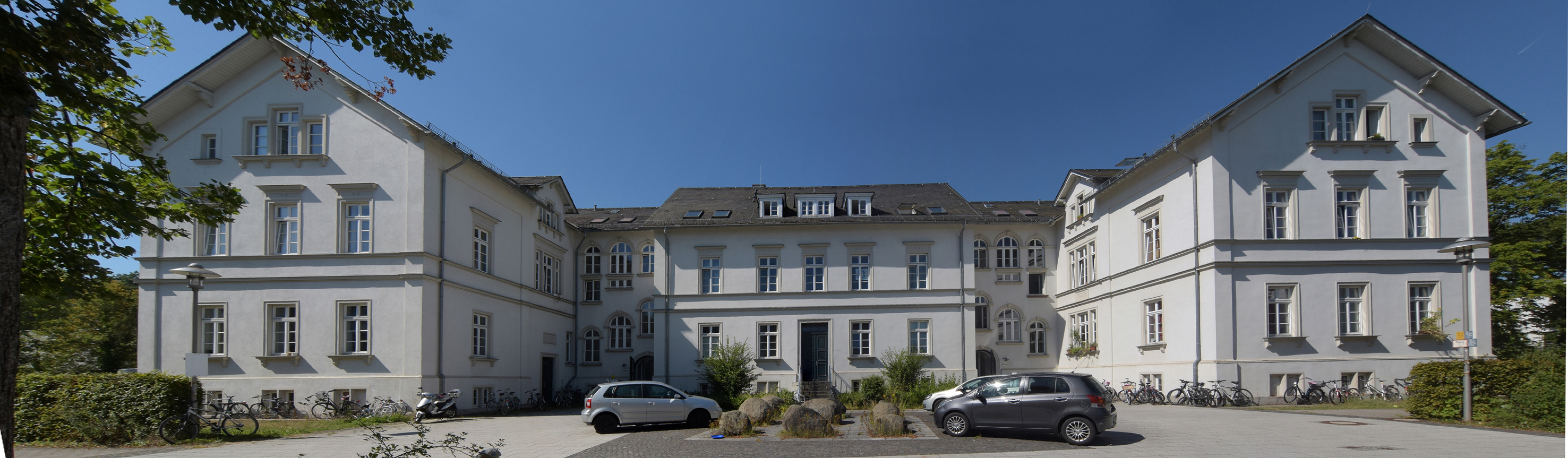
Darmstadt-sog. ehem. Idiotenanstalt-Ostseite

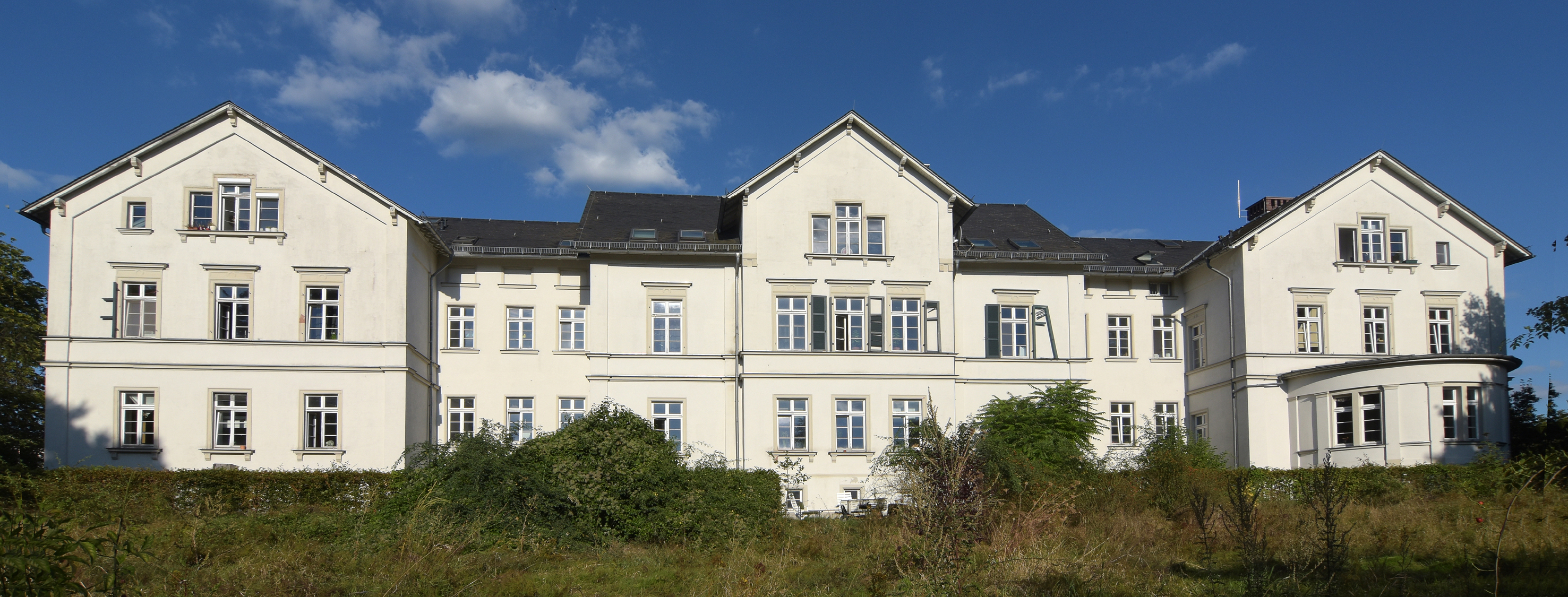
Darmstadt sog. ehem. Idiotenanstalt-Westseite

Das Studentenwohnheim Altes Polizeipräsidium ist ein Studentenwohnheim in Darmstadt.

## Architektur und Geschichte
Das Gebäude wurde im Jahre 1869 als „Wohltätigkeits-Anstalt“ von der „Alicestiftung“ gebaut und lag damals noch auf dem Boden der einst von Darmstadt unabhängigen Gemeinde Bessungen.
Das aus einem Haupt- und zwei Seitenflügeln bestehende Bauwerk der ehemaligen „Idiotenanstalt“ gehört stilistisch in die Zeit des Spätklassizismus.
Die zweigeschossigen Bauten besitzen eine verputzte Fassade und ziegelgedeckte Satteldächer.
Bis zur Einweihung des Neubaus des Polizeipräsidiums im „Klappacher Feld“ im Jahre 1992 war ab 1945 die ehemalige Anstalt Dienstsitz des Darmstädter Polizeipräsidenten.
In den 1990er Jahren wurde das Gebäude zu einem Studentenwohnheim umgebaut.
Das Studentenwohnheim repräsentiert zeittypische Baukunst.

## Denkmalschutz
Das Studentenwohnheim wurde als typisches Beispiel für die Architektur der 1860er Jahre in Darmstadt unter Denkmalschutz gestellt.

## Sonstiges
Hinter dem Studentenwohnheim befindet sich das Naturdenkmal Eichen- und Akazienwäldchen.
Koordinaten: 49° 51′ 34,4″ N, 8° 39′ 55,4″ O